# Pagasa fusca
Pagasa fusca är en insektsart som först beskrevs av Stein 1857.  Pagasa fusca ingår i släktet Pagasa och familjen fältrovskinnbaggar.

## Underarter
Arten delas in i följande underarter:
- P. f. fusca
- P. f. nigripes